# Панече
Панече (словен. Paneče) — поселення в общині Лашко, Савинський регіон, Словенія. Висота над рівнем моря: 469,3 м.